# Halichoeres lapillus
 Halichoeres lapillus és una espècie de peix de la família dels làbrids i de l'ordre dels perciformes.

## Morfologia
Els mascles poden assolir els 14 cm de longitud total.

## Distribució geogràfica
Es troba al sud de Moçambic i KwaZulu-Natal (Sud-àfrica). També a Reunió, Maurici i Madagascar.